# بري (هيدروكربونات)
يشير المصطلح بري، عندما يستخدم مع الهيدروكربونات، إلى حقول النفط أو الغاز الطبيعي أو المتكثف تحت الأرض أو إلى الأنشطة أو العمليات التي يتم تنفيذها والمتعلقة بهذا الحقل.